# سيدني
سيدني (بالإنجليزية: Sydney)‏ توجد في مقاطعة نيو ساوث ويلز (أو ويلز الجنوبية الجديدة) الأسترالية، وأكبر وأقدم مدينة في أستراليا. تم تأسيسها في عام 1788 على يد أرثر فيليب، قائد أول أسطول بريطاني يصل إلى أستراليا. يبلغ عدد سكانها حوالي 5,259,764 نسمة حسب إحصائية التعداد السكاني لعام 2021. وهي أول مستوطنة أوروبية في القارة الأسترالية.
تعتبر سيدني أكبر مركز اقتصادي وتجاري وثقافي في أستراليا. أما أهم قطاعاتها الاقتصادية فهي: العقارات وخدمات الأعمال، والتصنيع، والسياحة والإعلام والصحة والخدمات الاجتماعية.
تعد سيدني من المناطق التي لها اتجاه سياحي محلي وعالمي، وذلك بفضل شواطئها ومعلميها الأساسيين، وهما جسر هاربر ودار الأوبرا. كما أن المدينة محاطة بالحدائق الوطنية وتحوي العديد من الخلجان والأنهار.
تعد سيدني من أكثر المدن تنوعاً ثقافياً، وهذا يعكس أهميتها كأحد أهم المدن التي تجتذب المهاجرين في أستراليا. تعد سيدني أيضاً أكثر مدن أستراليا غلاء والمدينة رقم 21 من حيث المدن الأكثر غلاء في العالم، وذلك حسب تقرير مركر .

## التسمية
في عام 1788، أطلق الكابتن آرثر فيليب اسم الخليج على أول مستوطنة بريطانية "سيدني كوف" تكريما لوزير الداخلية توماس تاونسند، أول فيكونت في سيدني. ومع ذلك، أطلق عليها السكان الأصليون اسم وارين (بالإنجليزية: Warrane)‏. فكر فيليب في تسميتها ألبيون (بالإنجليزية: Albion)‏، إلا أنه قرر لاحقا أن يسميها سيدني وذلك في عام 1790، وتم إعلانها رسميًا كمدينة في عام 1842. السكان الأصليون لهذه المدنية هم عشيرة غاديغال، الذين يطلقون على أراضيهم جادي. عادةً ما تضيف أسماء عشائر السكان الأصليين في المنطقة اللاحقة "-gal" إلى الكلمات المتعلقة بأراضيهم أو أماكنهم أو مصادر طعامهم. تشمل مدينة سيدني اليوم الأراضي التقليدية لـ 29 من عشائر السكان الأصليين.

## التاريخ
السكان الأوائل: سكن سيدني في البداية السكان الأصليون الأستراليون (بالإنجليزية: Aboriginal Australians)‏ الذين هاجروا من شمال أستراليا وجنوب شرق آسيا. تشير الدلائل إلى وجود نشاط بشري في المنطقة منذ حوالي 30000 عام. كانت عشائر السكان الأصليين تتمتع بحياة ثقافية غنية وعادات متنوعة.
الوصول البريطاني: نزل الملازم جيمس كوك في خليج بوتاني عام 1770، مسجلاً أول لقاء بين البريطانيين وعشيرة غويغال المحلية.
تسوية المحكوم عليهم (1788-1840): بعد خسارة مستعمراتها الأمريكية، أنشأت بريطانيا مستعمرة جنائية في خليج بوتاني. قاد الكابتن آرثر فيليب الأسطول الأول، وأسس مستوطنة في سيدني كوف عام 1788. على الرغم من التحديات المبكرة، أصبحت المستعمرة في النهاية مكتفية ذاتيًا. عانى السكان الأصليون من الأمراض التي جلبها المستوطنون.
نزاعات سهل كمبرلاند: أدى التوسع في أراضي السكان الأصليين إلى نشوب نزاعات. تم قمع تمرد كاسل هيل عام 1804، وهي انتفاضة مدانين، وأدت الصراعات مع شعب داروغ إلى خسائر كبيرة في كلا الجانبين. بلغ عدد القتلى من 1794 إلى 1800 قرابة 26 مستوطنًا وما يصل إلى 200 من شعب داروغ.
المدينة الاستعمارية (1841-1900): تم إعلان سيدني مدينة في عام 1842. عزز اكتشاف الذهب اقتصادها، على الرغم من تجاوز ملبورن حجمها لفترة وجيزة. توسعت المدينة بمزيج من الإنشاءات العامة والخاصة، وشهدت تباطؤًا اقتصاديًا في تسعينيات القرن التاسع عشر.
عاصمة الولاية (1901 حتى الآن): بعد الاتحاد عام 1901، أصبحت سيدني عاصمة نيو ساوث ويلز. خضعت المدينة للتحديثات، وتوسعت خلال وبعد الحرب العالمية الأولى، وصارعت مع الكساد الكبير. غيرت الحرب العالمية الثانية المشهد الديموغرافي والاقتصادي لسيدني، مما أدى إلى التنمية الصناعية وزيادة الهجرة بعد الحرب.

## الجغرافيا

### الطبوغرافيا

تقع سيدني على حوض ساحلي

تقع سيدني على حوض ساحلي، ويحدها بحر تاسمان، والجبال الزرقاء، ونهر هاوكيسبيري، وهضبة وورونورا. وهي تغطي منطقتين: سهل كمبرلاند المسطح في الجنوب وهضبة هورنزبي الجبلية في الشمال. يوجد بها أكثر من 70 شاطئ أبرزها شاطئ بوندي، والعديد من الأنهار أبرزها نهر نيبيان. تبلغ مساحة سيدني الكبرى 12369 كيلومترًا مربعًا، وتشمل مناطق الحكومة المحلية في الساحل الأوسط في الشمال، هاوكيسبيري في الشمال الغربي، والجبال الزرقاء في الغرب، وساوثرلاند شاير في الجنوب، وولونديلي في الجنوب الغربي.

### البيئة
سيدني غنية بالتنوع البيئي، حيث تتنشر الغابات العشبية والتي تُعرف أيضًا باسم السافانا، ومجموعة من غابات النبات صلب الأوراق الجافة. تتميز هذه الغابات بأشجار مثل الأوكالبتوس، والكزوارينة، والبلقاء، والكورمبيا، والزورقية، مصحوبة بالشجيرات مثل السنط والبنكسية. نظرًا لانخفاض خصوبة التربة في المنطقة، غالبًا ما يكون للنباتات في هذا المجتمع أوراق خشنة وشائكة. بالإضافة إلى ذلك، تضم المدينة غابات النبات صلب الأوراق الرطبة في مناطقها الشمالية الأكثر رطوبة، والتي يتم تيميزها من خلال أشجارها العالية وقليل من الشجيرات ذات الأوراق الناعمة، وشجر السرخس والأعشاب.
فيما يتعلق بالحيوانات، تعد سيدني موطنًا لعدد كبير من أنواع الطيور. عادة ما يتم رصد الطيور المحلية مثل الغراب الأسترالي، والعقعق الأسترالي، والحمام المتوج، وآكل الرحيق الصاخب، وكوراونغ أبقع. بالإضافة إلى ذلك، فإن بعض أنواع الطيور التي تم إدخالها، مثل عصفور المينة وعصفور دوري، جعلت من سيدني موطنًا لها. الزواحف في سيدني هم في الغالب من الفصيلة السقنقورية. فيما يتعلق بالثدييات والعناكب، فإن الثعلب الطائر ذي الرأس الرمادي وعنكبوت شبكة قمع سيدني المحفوف بالمخاطر هما جديران بالملاحظة بشكل خاص. علاوة على ذلك، فإن ميناء سيدني وشواطئها العديدة تعج بمجموعة واسعة من الأنواع البحرية، مما يؤكد التنوع البيئي للمدينة.

### المناخ
تصنف سيدني على أنها مناخ شبه استوائي رطب، وتتميز بصيف دافئ وشتاء بارد، ويتأثر مناخها بظاهرة النينيو - التذبذب الجنوبي وأنماط أخرى. تراوحت درجات الحرارة القصوى في المرصد هيل من 45.8 درجة مئوية في عام 2013 إلى 2.1 درجة مئوية في عام 1932. تواجه المناطق الحضرية تأثير حرارة الجزيرة، وبينما ينتشر هطول الأمطار عادة على مدار العام، على الرغم من أنه شهد تقلبا في السنوات الأخيرة. ونادر جدا أن تشهد سيدني بعض الظواهر الجوية مثل هطول الثلج والعواصف الترابية الشديدة.

## السكان الأصليون
سكن الأستراليون الأصليون منطقة سيدني لما لا يقل عن 30 ألف عام، ولا تزال آلاف النقوش موجودة في جميع أنحاء المنطقة، مما يجعلها واحدة من أغنى المناطق في أستراليا من حيث المواقع الأثرية للسكان الأصليين. كانت هنا حوالي 29 مجموعة قَبَلية من شعب يورا تسكن المنطقة عند بداية التواصل مع الأوروبيين.

## البنية التحتية

### التعليم

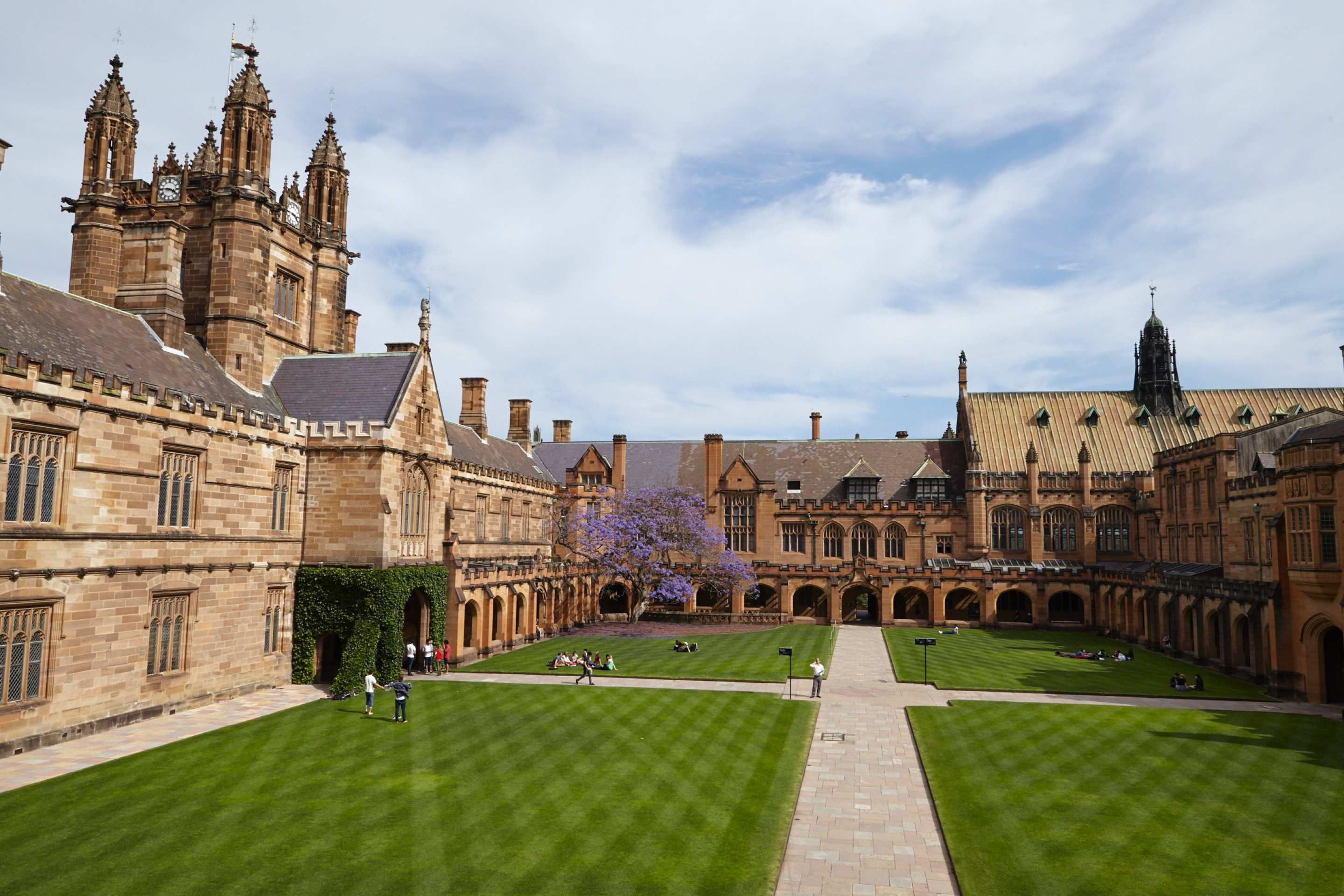
الحرم الجامعي لجامعة سيدني

أحدث مباني جامعة التكنولوجيا بسيدني

التعليم في سيدني أخذ الأسبقية منذ سبعينيات القرن التاسع عشر مع ظهور المدارس العامة والتعليم الإلزامي. بحلول عام 2011، تلقى جزء كبير من السكان في سن العمل في سيدني تعليمًا رسميًا، مع مؤهلات جامعية سائدة في التجارة والهندسة والصحة وغيرها. تضم سيدني ست جامعات عامة كبرى، وهي: جامعة نيو ساوث ويلز، جامعة سيدني، جامعة غرب سيدني، جامعة التكنولوجيا، جامعة ماكواري، الجامعة الكاثوليكية الأسترالية. بالإضافة إلى ذلك، تفتخر المدينة بـ 935 مدرسة عامة تديرها إدارة التعليم في نيو ساوث ويلز، مع 14 مدرسة ثانوية انتقائية من أصل 17 في الولاية مقرها في سيدني. يرتبط التدريب المهني إلى حد كبير بمعهد التعليم الفني والاضافي (بالإنجليزية: TAFE New South Wales)‏، والتي نشأت من كلية سيدني التقنية التي تأسست عام 1878.

### الرعاية الصحية

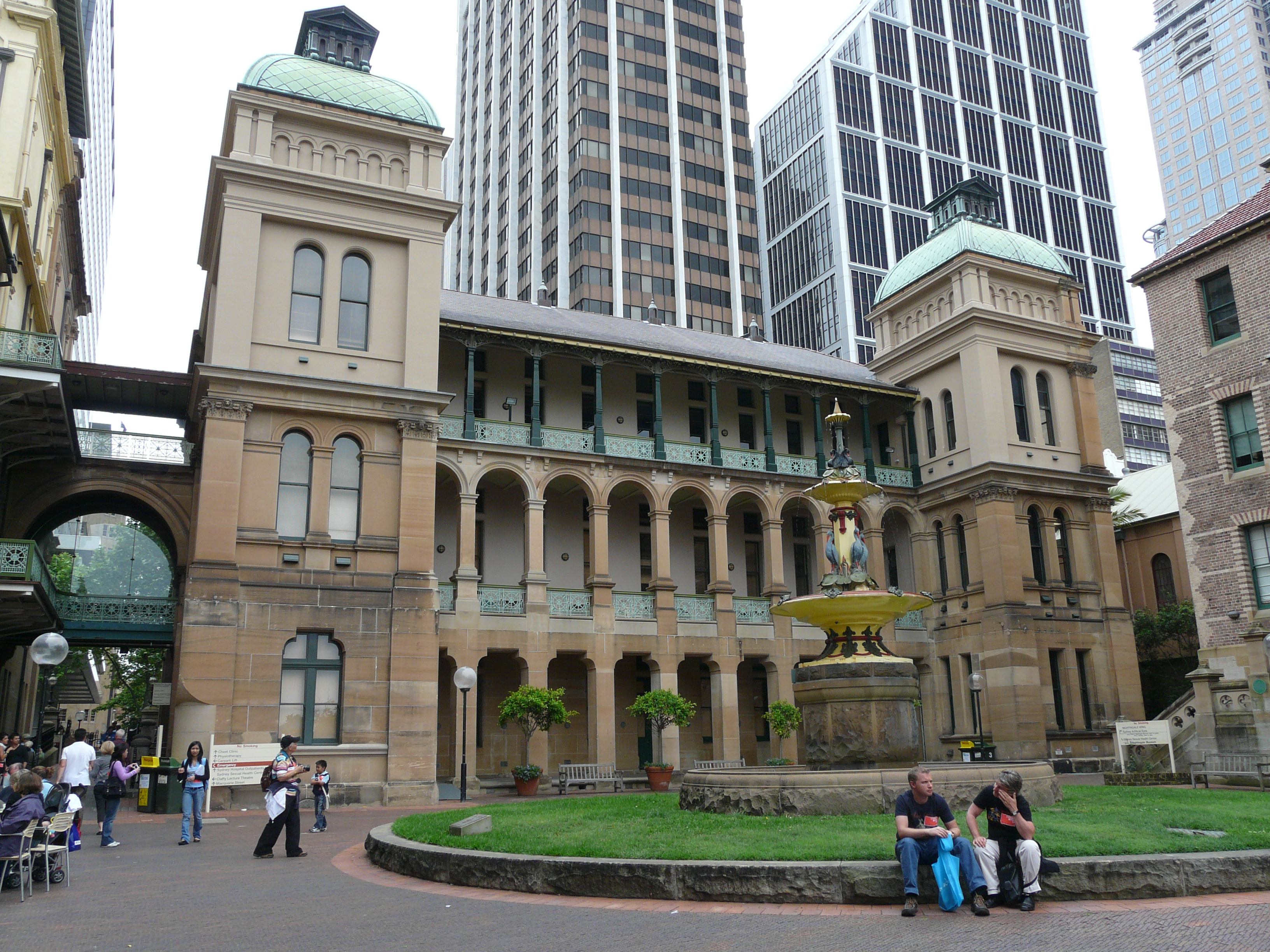
مستشفى سيدني

بدأت الرعاية الصحية في سيدني بشكل متواضع بمرافق الخيام في ذا روكس لتلبية احتياجات المرضى من إنجلترا. تم إنشاء مستشفى سيدني في عام 1816، وأدخل لاحقًا أول قسم للطوارئ في المدينة وتعليم التمريض أيضا. مع بداية القرن العشرين، تم الاعتراف بالرعاية الصحية كحق للمواطن، مما أدى إلى قيام حكومة نيو ساوث ويلز بالإشراف على المستشفيات العامة. اليوم، تدار الرعاية الصحية في سيدني عبر ثماني مناطق صحية محلية، مع مؤسسات بارزة مثل مستشفى أمير ويلز ومستشفى ويستميد.

### النقل والمواصلات

#### الطرق

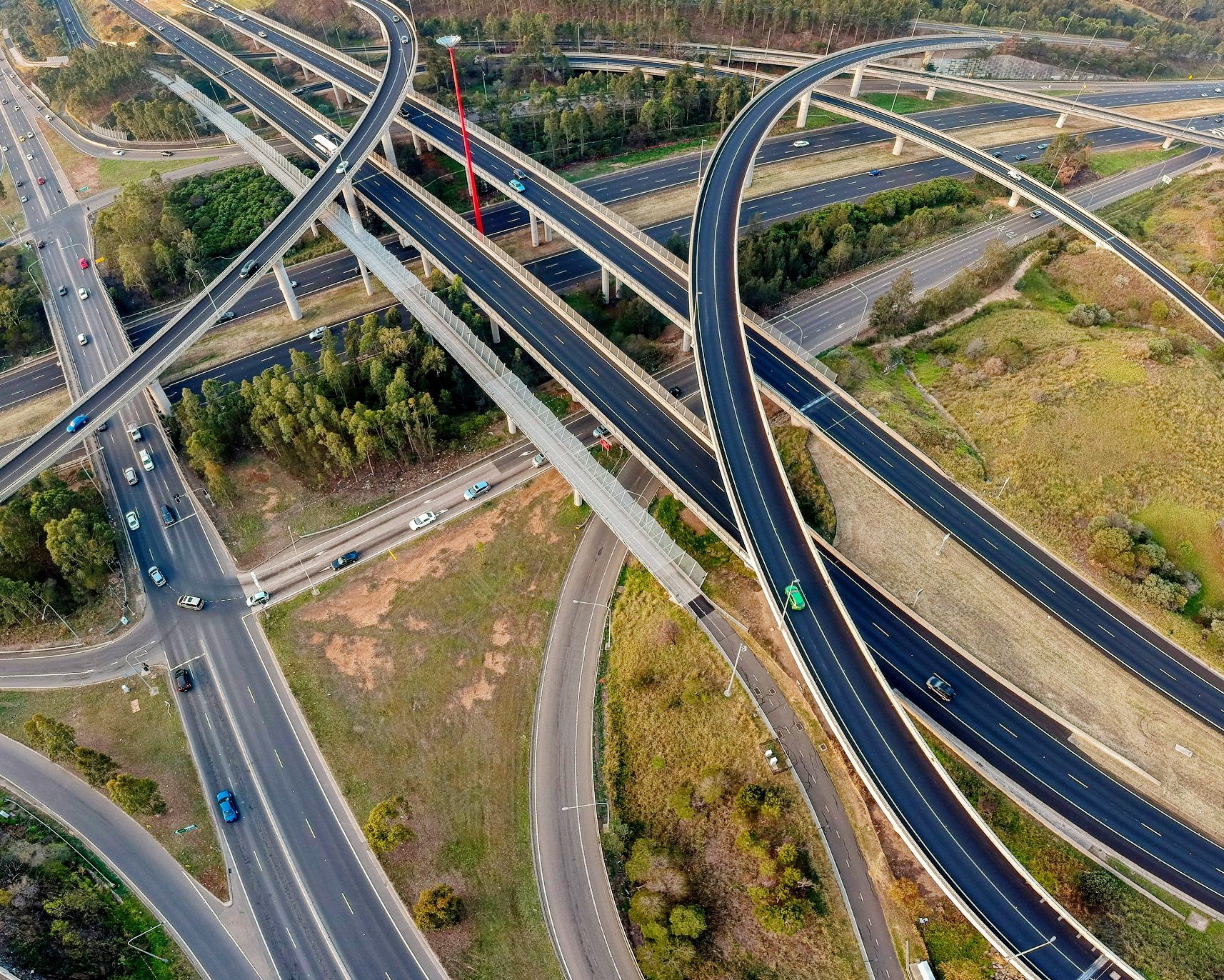
تقاطع الحصان الخفيف، الذي يعد الأكبر في نصف الكرة الجنوبي

منذ الحرب العالمية الثانية، تأثر التطور الحضري في سيدني بالسيارات، مما أدى إلى ظهور المساكن منخفضة الكثافة في الضواحي الخارجية وزيادة ملكية السيارات. بحلول عام 1971، تم إجراء 70 ٪ من الرحلات بالسيارة وذلك باستخدام شبكات الطرق الرئيسية مثل شبكة سيدني المدارية التي تمتد بطول 110 كيلومتر. والجدير بالذكر أن تقاطع الحصان الخفيف (بالإنجليزية: Light Horse Interchange)‏ هو الأكبر في نصف الكرة الجنوبي. ومع ذلك، أدى العدد الكبير للسيارات على الطرق خلال ساعات الذروة إلى ازدحام مروري كبير حيث يصل عدد السيارات إلى 350.000 سيارة. في الأعوام الأخيرة تناقص هذا الاعتماد على السيارات في مدينة سيدني حيث أن 25.2٪ فقط من السكان العاملين في مدينة سيدني يستخدمون السيارة في الوصول لمقر العمل، في حين أن 15.8٪ يستقلون القطار، و 13.3٪ يستخدمون الحافلة، و 25.3٪ يمشون. الاستخدام العام لوسائل النقل العام في سيدني لرحلات العمل يصل إلى نسبة 26.3 ٪ ويعد هو الأعلى بين المدن الأسترالية.

#### الحافلات
تستخدم خدمات الحافلات في سيدني، التي تديرها هيئة النقل في نيو ساوث ويلز، بطاقات أوبال وسجلت حوالي 225 مليون مستفيد. تعمل الحافلات الليلية أيضًا بين منتصف الليل والساعة الخامسة صباحًا.

#### الترام والسكك الحديدية الخفيفة

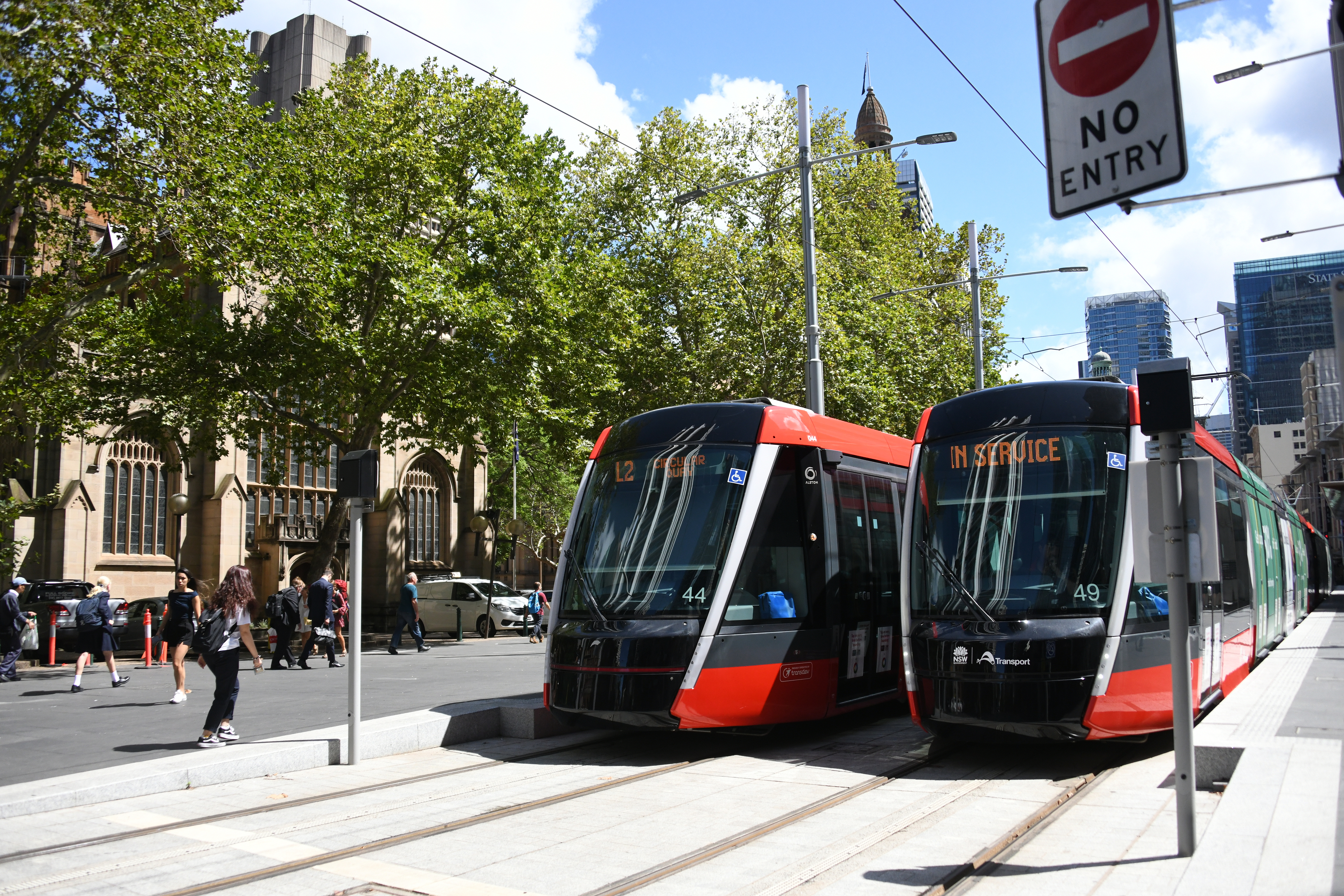
ترام منطقة الأعمال المركزية

تاريخياً، كان لسيدني شبكة ترام كبيرة، ولكن تم استبدالها تدريجياً بالحافلات حيث انتهى تشغيل آخر ترام في عام 1961. أعادت المدينة العمل بالسكك الحديدية الخفيفة في عام 1997، مما أدى إلى توسيع الشبكة بمرور الوقت.

#### القطارات

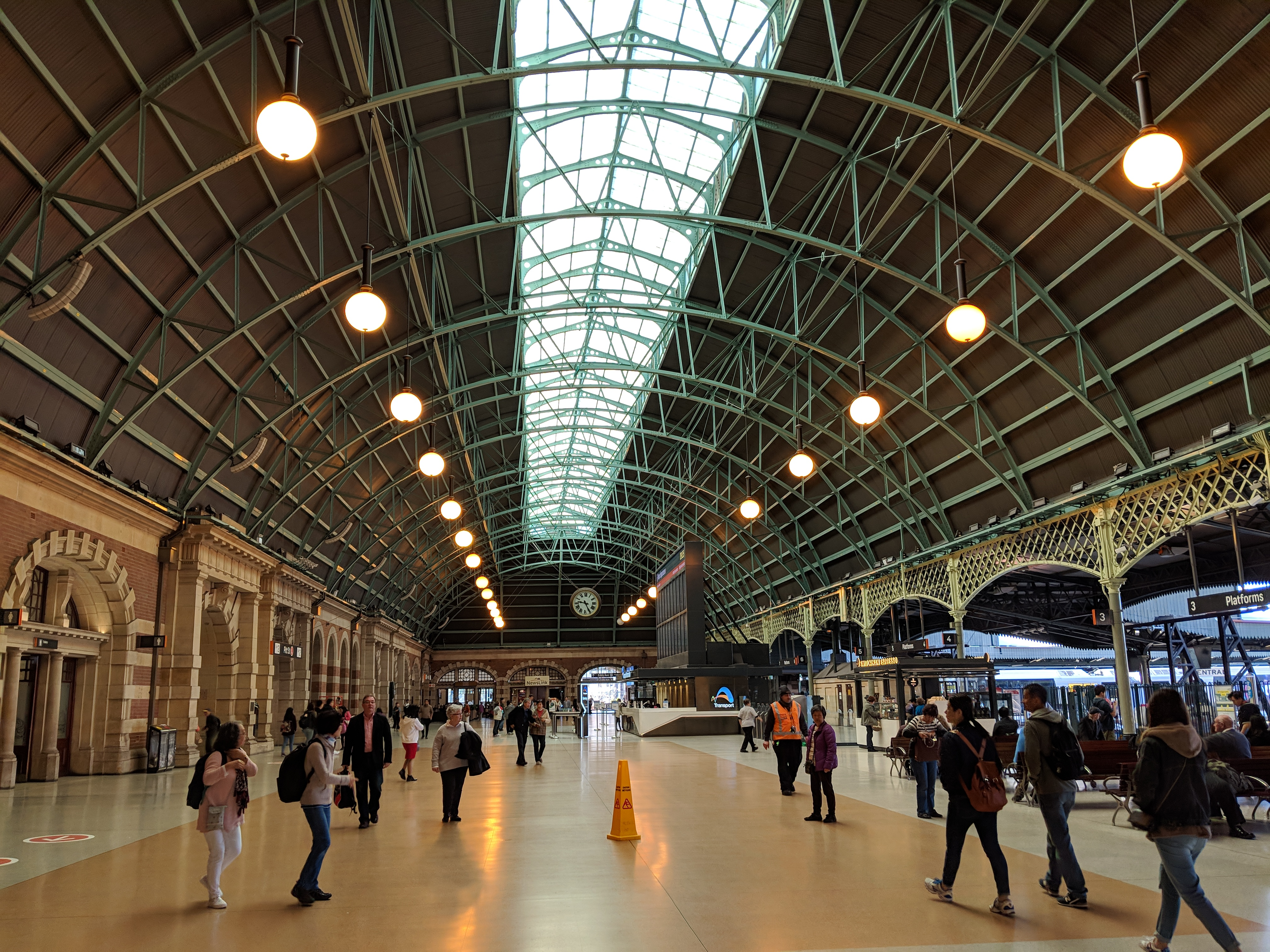
المحطة المركزية لقطارات سيدني

تُعد المحطة المركزية (بالإنجليزية: Central railway station)‏، التي تأسست عام 1906، بمثابة قلب شبكة السكك الحديدية في سيدني، حيث تقدم قطارات سيدني خدماتها لمناطق الضواحي وسجلت 359 مليون رحلة في 2017-2018. بدأ مترو سيدني، وهو نظام نقل سريع منفصل، في عام 2019 ويخضع للتوسع.

#### العبارات

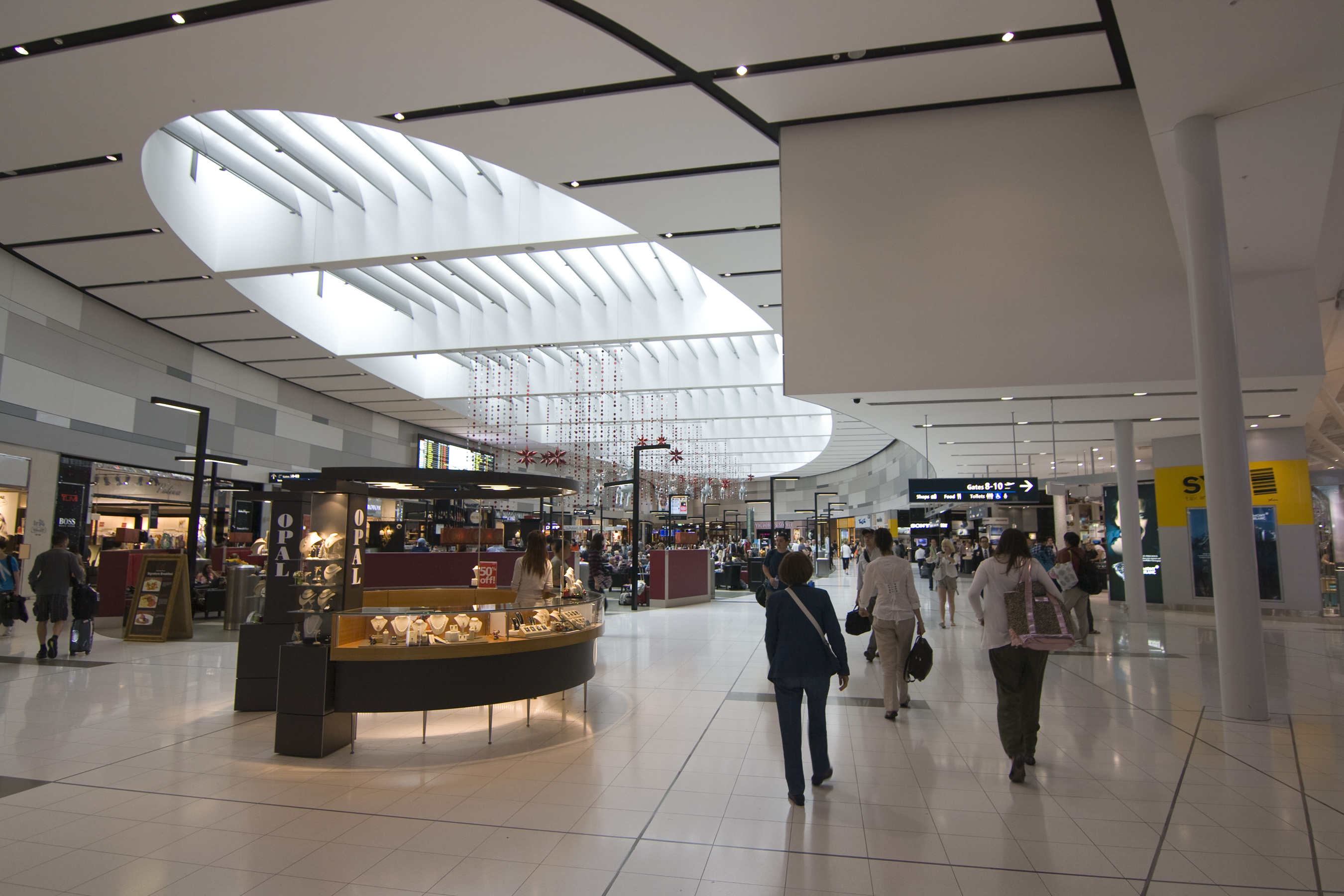
صالة المغادرة الدولية بمطار سيدني

لعبت العبارات (بالإنجليزية: Ferries)‏ دورًا تاريخيًا في النقل في سيدني، حيث كانت خدمة العبّارات الأكبر في العالم في يوم من الأيام. تمتد الشبكة حاليًا من مانلي إلى باراماتا.

#### المطارات
يعد مطار سيدني كينجسفورد سميث في ماسكوت، المطار الرئيسي في سيدني، أكثر المطارات ازدحامًا في أستراليا. يعزز مطار غرب سيدني المزمع انشاؤه في بادجريس كريك، جنبًا إلى جنب مع مطار بانكستاون، البنية التحتية للسفر الجوي في المدينة.

## سياحة
لا تزال سيدني التي يعتبرها البعض عاصمة القارة الأسترالية تحتل مكانة كبيرة في أعين كثير من زائريها لتفوز من واقع استطلاع رأي شمل أكثر من 10 آلاف شخص على مستوى 20 دولة في العام 2008 بلقب أفضل مدينة سياحية في العالم للعام الثاني على التوالي.
وقد استمدت تلك المدينة شهرتها العالمية في عالم السياحة والسفر من مناخها الرائع الذي يصعب توافره في العديد من مدن العالم الأخرى طوال شهور السنة بجانب الخدمة المميزة التي تتوافر للسائح بمجرد وصوله، بالإضافة إلى النمو الاقتصادي القوي التي تحظى به هذه المدينة.
وعندما تزور سيدني سوف تفاجأ بالكم الهائل من الفنادق الفخمة والعصرية التي ترضي جميع الأذواق، حيث تتميز بالتنوع في التصميم فمنها مشيد على الطراز الفيكتوري وأخرى تحاكي عصرنا الحالي بلغة الألوان الصارخة والتصميم المفعم بالحيوية والشباب.
ومن بين الأماكن السياحية الرائعة التي تتميز بها مدينة سيدني هو دار الأوبرا، حيث لا مثيل لهذا المبنى في أي من بقاع الدنيا من حيث تصميمه الخارجي. وبالإضافة إلى كون هذا المبنى ممثلا لمدينة سيدني، فهو أيضا أحد المعالم الأساسية لأستراليا على مستوى العالم. ويقع مبنى الأوبرا في بقعة ساحرة، حيث يطل بشكل رائع على ميناء سيدني. وقد بدأت فكرة إنشاء المبنى عام 1950 وصممه المعماري جون أوتزون، ويوحي الشكل العام لتصميمه بأنه يدل على عصور متقدمة عن الفترة التي أنشئ فيها. وفي حفل افتتاحي مهيب تحت شعار «الحرب والسلام»، افتتحت الملكة إليزابيث الثانية هذا الصرح الرائع في 20 أكتوبر عام 1973.
وأشار موقع «دستنيشن 360» الإلكتروني إلى أن دار الأوبرا بسيدني بها ما يعدو الألف غرفة تستقبل أكثر من مليوني زائر سنويا لمشاهدة العروض المسرحية والراقصة والحفلات الموسيقية على مدار العام.